# Poli (Italia)
Poli è un comune italiano di 2 224 abitanti della città metropolitana di Roma Capitale nel Lazio, situato su un'altura dei monti Prenestini, a 396 metri sul livello del mare. Il piccolo paese si trova tra Palestrina e Tivoli a sud-est della capitale. Qui, il 13 maggio 1655, nacque Michelangelo Conti, il futuro papa Innocenzo XIII.

## Geografia fisica

### Territorio
Il comune di Poli si trova in una ampia zona naturalistica che va dai Monti Lucretili ai Prenestini passando per i monti Tiburtini.
L'intero comune si estende lungo una vallata immersa nei boschi. Il borgo antico del paese è completamente circondato dalle montagne, tra le quali ci sono vette alte oltre 1.000 metri s.l.m.
Circondato dalle montagne, il paese stesso si appoggia ai piedi di una montagna, il Monte Guadagnolo (1218 m s.l.m.). La cima del monte ha un aspetto piuttosto singolare, tanto che viene chiamata la rupe alpestre del Guadagnolo o rupe del Guadagnolo, si tratta di una montagna di composizione calcarea, come tutta la zona. Guadagnolo fa parte del comune di Capranica Prenestina, da cui dista circa 10 km. Nella sua storia però è stato legato anche alle sorti di Poli: infatti, nel XII secolo, erano possedimenti di Oddone III, il quale poi li cedette alla famiglia dei Conti, i quali governarono tali territori per sei secoli, dopo di che i possedimenti passarono nelle mani di altre casate.
La connessione dei due territori fu ufficializzata nel 1826, connessione che durò fino al 1930, quando Guadagnolo passò sotto il comune di Capranica Prenestina, del quale ancora oggi fa parte. I due paesi, dalla loro fondazione risalente a più di mille anni fa, sono sempre stati legati da una sorte comune e per circa 800 anni hanno fatto parte dello stesso feudo. Dal 2010 è stata aperta una strada panoramica, transitabile anche da autovetture, che collega direttamente Poli a Guadagnolo.
Esistono tuttavia itinerari naturalistici, che dalla rupe del Guadagnolo portano a diverse destinazioni, tra le quali anche Poli. L'itinerario è quello della Cona, dalla piazza principale di Poli si prende via del condotto che punta in salita la montagna, il percorso prosegue tra oliveti e alberi misti, raggiunta la Cona la vegetazione muta radicalmente, si avanza tra un bosco umido e fresco. Proseguendo ancora si supera il fosso Arcà e dopo breve si esce dal bosco da dove si può ammirare l'imponente rocca di Guadagnolo, tappa dell'itinerario.
- Chiesa di Sant'Antonio abate
- Ruderi chiesa di San Giovanni

### Clima
Poli si trova in mezzo ai monti Prenestini ed è quasi completamente circondata da montagne. Il clima di Poli si può comunque identificare in due zone climatiche distinte: nella parte bassa del paese è temperato, con estati fresche ed inverni non troppo freddi mentre nella parte alta esso è più freddo, con estati ventilate ed inverni freddi e con possibilità di nevicate e piogge frequenti. Sia nella parte alta che in quella bassa la nebbia è frequente nelle stagioni fredde.
Classificazione climatica: zona E, 2121 GR/G

## Storia

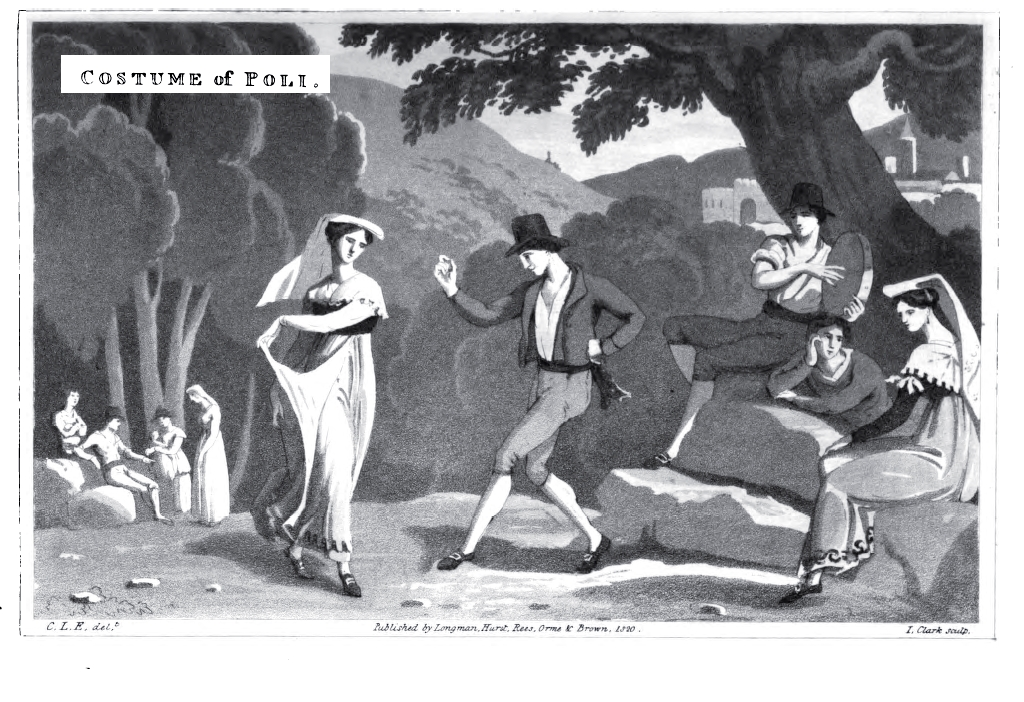
Costumi degli abitanti di Poli, tavola inizio secolo XIX

Il nome di Poli deriva da Castrum Poli o Castrum Pauli. Le sue origini risalgono al 992 e fu a lungo possedimento del monastero benedettino del Clivo di Scauro di Roma. Dal 1081 passò sotto il dominio dell'abbazia di San Paolo fuori le mura, donazione voluta da Gregorio VII. Da qui in poi si ebbero continue lotte per conquistarne il potere tra i monaci dell'abbazia e la famiglia degli Oddoni, i quali ne ottennero il dominio nel 1157, tenendola fino al 1200, anno in cui si accese una nuova disputa con la famiglia dei Conti, che strapparono il feudo agli Oddoni e lo governarono per ben sei secoli. Quando poi, nel 1808, morì l'ultimo erede dei Conti, Poli passò agli Sforza Cesarini e da loro fino alla famiglia Torlonia, nel 1820.
Il paese ha 35 vicoli molto stretti ed è rimasto intatto nel corso dei secoli; possiede un'ossatura stradale a "spina di pesce" (lunga strada al centro che attraversa il paese nella sua longitudinalità).
Palazzo Conti fu costruito tra il XIII e il XIV secolo per volere del condottiero Torquato Conti. Il palazzo è passato in epoca recente fra le proprietà di privati che hanno donato parte dell'edificio alla sede del comune. La famiglia mantiene ancora in suo possesso il piano nobile del Palazzo Conti. Tra le curiosità è bene ricordare che, proprio al piano nobile, nell'ala affrescata nacque il futuro Papa Innocenzo XIII.
La chiesa di Santo Stefano ha origini precedenti al 1000, conserva affreschi di Taddeo Zuccari e altri affreschi settecenteschi di Antonio Rosati.
La chiesa di Sant'Antonio Abate è del XV secolo e conserva affreschi secenteschi.
Dopo una serie di passaggi che videro il paese, prima in mano a Stefano Stefaneschi, poi di nuovo al monastero ed ancora ad un certo Giovanni Conte, divenne possedimento del Monastero di Roma.
Nel 1467 a Poli si verificò un evento singolare: alcuni emissari di papa Paolo II giunsero nel feudo per porre in arresto e catturare un gruppo di persone, uomini e donne, accusati di eresia.
In effetti intorno al 1300 a Poli si diffuse sempre più un gruppo di persone denominate "setta dei fraticelli", noti anche come fraticelli della vita povera o Fraticelli della Opinione. Si trattava di persone condannate più volte dalla Chiesa come eretici e come praticanti riti satanici e orgiastici. La setta dei fraticelli riscuoteva molti consensi, tra cui anche quella dei Conti che governavano il feudo, tra i vari insediamenti che essi possedevano vengono nominate in documenti storici Santa Maria del Monte, di Castel Sant'Angelo, così come di San Biagio o Santa Lucia a Casape, luoghi usati per gli incontri in segreto.
Papa Paolo II viene ricordato da Egidio da Viterbo come «…pontefice severo, che nei suoi atti faceva risplendere singolare giustizia.». Egli riuscì a sradicare la comunità dei Fraticelli di Poli infatti, dopo averli esortati a sconfessare le loro pratiche, decise di catturarli con la forza e processarli. Tra i maggiori accusati c'era il barone Stefano Conti che, colpevole di aver favorito lo sviluppo della setta nei suoi territori, venne imprigionato a Castel Sant'Angelo e costretto a rinunciare al suo feudo a favore dei figli.
Con la popolazione del luogo il papa fu più mite: inflisse a tutti una penitenza annuale, una processione che si doveva svolgere il primo giorno di Quaresima dedicato a san Rocco, e un pranzo per 12 poveri del paese; la pena fu poi revocata nel 1886.
Il 29 marzo1944 a Roma , quattro cittadini furono fucilati alle Fosse Ardeatine.

### Simboli
Lo stemma e il gonfalone sono stati riconosciuti con decreto del capo del governo dell'8 settembre 1942.
Il comune si fregia dello stemma, mutuato dalla famiglia Conti, che
riproduce un'aquila scaccata d'oro e di nero, coronata all'antica, su fondo rosso.
Il gonfalone è un drappo partito di giallo e di rosso.
Musei
Museo civico del territorio

## Società

### Evoluzione demografica
Abitanti censiti

### Etnie e minoranze straniere
Al 31 dicembre 2013 a Poli risultavano residenti 330 cittadini stranieri, la nazionalità più rappresentata è quella rumena, con 260 cittadini residenti.

### Religione
Il patrono è sant'Eustachio e si festeggia il 20 settembre. L'episodio dell'apparizione del cervo con la croce luminosa e l'immagine di Cristo fra le corna sarebbe avvenuto sul Monte Guadagnolo. In ricordo di ciò, sulla cima del Guadagnolo, venne eretta una cappella a sant'Eustachio.

## Geografia antropica

### Frazioni

#### Colle Spina
Colle Spina si trova all'incrocio tra la via Polense e la via Gallicanese. Provenendo dalla Polense, girando per via Gallicanese, si supera il ponticello, e si è arrivati a Colle Spina. Questa zona anche se si trova in aperta campagna è una zona molto popolata, dove si possono vedere le prime ville che pian piano che si prosegue diventano sempre di più. Il suo nome è dovuto probabilmente alla sua posizione, situata su un piccolo colle.

#### Magliuri
Si tratta di una vallata che segue dritta per il fosso sottostante al paese dove scorre un ruscello. La zona è costituita da prati e dal bosco circostante alla vallata. Seguendo il fosso in direzione della montagna, per pochi chilometri, in un percorso molto impegnativo, passando tra le rocce ed in mezzo all'acqua, si incontrano cascate alte circa due metri e mezzo. Proseguendo si incontrano altre cascate, ancora più alte, e più in alto si arriva alla Moletta, che è una zona di campagna a due passi dal centro del paese.

#### La Moletta
La Moletta è una zona di campagna. Vi s'incontra un piccolo fosso che scorre per tutta la lunghezza del paese e sfocia nell'Aniene. A questa zona si accede dalla piazza principale del paese, si scende per una stradina che porta alle prime case per poi diventare una strada sterrata, dove non si vedono più case, ma alberi, orti, baracche e montagne.

#### Villa Catena

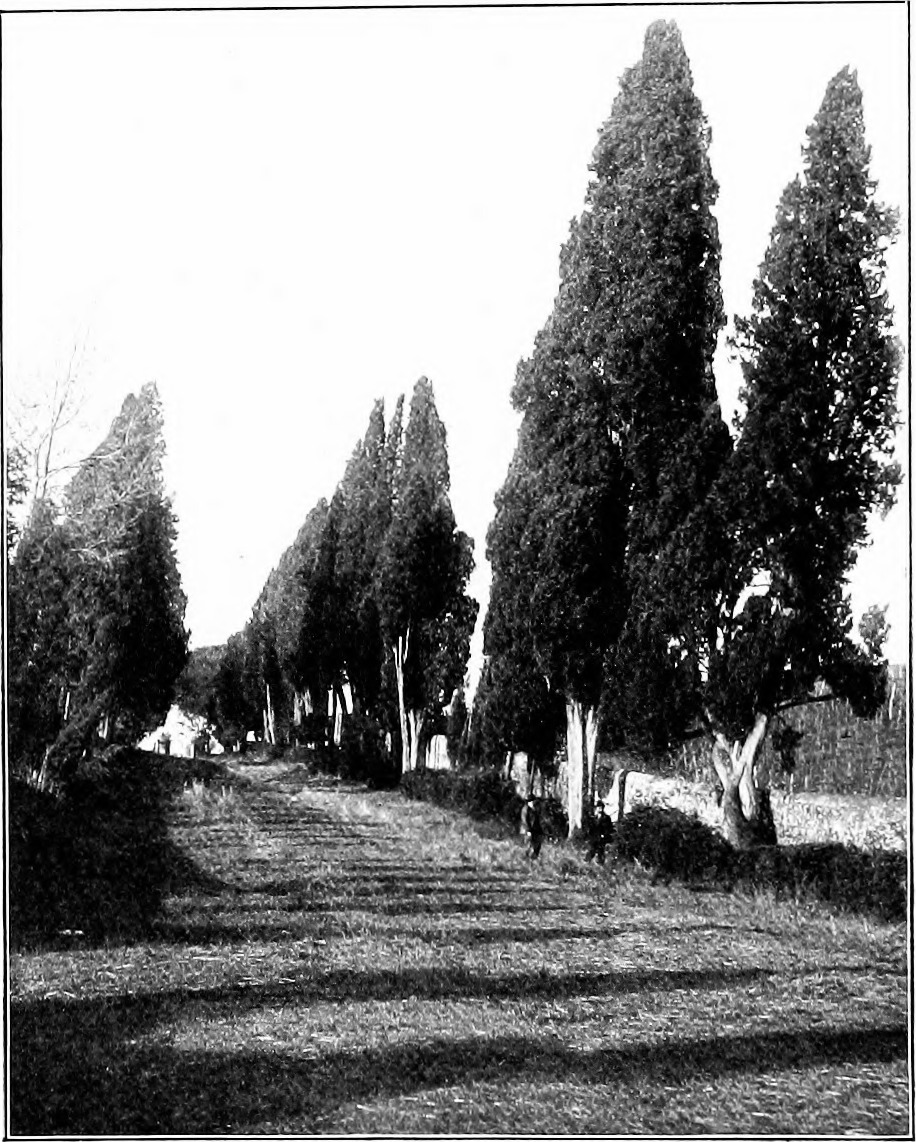
Viale d'accesso a Villa Catena nel 1909 (da Rodolfo Lanciani, Wanderings in the Roman campagna

Villa Catena è la zona più orientale di Poli, che confina con il comune di Roma e prende questo nome dalla storica villa edificata dai Conti, duchi di Poli, che ne furono padroni per circa 600 anni. La sua distanza dal centro del paese la rende un'interessante zona agricola.

#### Cadipozze
Trattasi di un'area di espansione urbanistica sita a 850 metri dal centro storico del paese lungo la Strada Provinciale 49/a, densamente popolata e con una fermata del trasporto pubblico di CoTraL.

#### Villa Luana
Villa Luana è una casa di cura facente parte del comune di Poli, si trova sulla strada che porta a Casape, e prosegue verso Tivoli. Questa zona è stata set del film di Neri Parenti Paparazzi, dove viene ripresa la clinica con il parcheggio e le montagne circostanti.

## Infrastrutture e trasporti
L'area comunale è servita dai bus extraurbani COTRAL, con destinazione Casape, San Gregorio da Sassola, Tivoli, Gallicano nel Lazio, Palestrina, Ponte Mammolo (metropolitana di Roma). È inoltre presente un servizio di trasporto pubblico locale con destinazione capolinea della metro C ovvero Monte Compatri - Pantano.

## Amministrazione

### Altre informazioni amministrative
- Fa parte della Comunità Montana "Monti Sabini-Tiburtini-Prenestini"

## Sport

### Pallavolo
Dal 2000 a Poli è presente la GSD Pallavolo Poli, gruppo sportivo affiliato alla Fipav e al CSI.

### Calcio
Dal 2017 a Poli è presente la Nuova SPES Poli, erede del titolo sportivo della vecchia ASD Poli.
Milita nel campionato italiano di Seconda Categoria.
Squadra Natale di Nicola Zalewski, dal 2023 ha visto nascere il primo gruppo organizzato del paese, BP23, in onore di Mario Proietti, vecchio presidente del club venuto a mancare anni fa.